# Ancón (barco)
El SS Ancón fue un vapor estadounidense que se convirtió en el primer barco en transitar oficialmente el canal de Panamá en 1914. Fue construido en 1902 con el nombre de SS Shawmut por la Boston Steamship Line. Alrededor de 1910 fue vendido al Ferrocarril de Panamá para proveer transporte en la construcción del canal de Panamá. El nombre fue cambiado a Ancón, por la localidad de Ancón, sede del jefe de la Comisión del Canal de Panamá.
El Ancón y su nave hermana Cristóbal tuvieron un papel crucial en la construcción del canal, trayendo trabajadores e insumos, sobre todo grandes cantidades de cemento, desde Nueva York hasta Panamá para la construcción del proyecto.
El 15 de agosto de 1914, el Ancón hizo el primer tránsito oficial del canal, como parte de las ceremonias de inauguración (previamente el Cristóbal hizo un tránsito no oficial el 3 de agosto, transportando cemento, mientras que un viejo bote grúa francés Alexandre La Valley cruzó desde el Atlántico en varias etapas durante su construcción, llegando al Pacífico el 7 de enero).
El Ancón fue adquirido por la Marina de los Estados Unidos justo después del fin de la Primera Guerra Mundial y renombrado como USS Ancon (ID-1467) como un transporte de tropas con el fin de devolver a los Estados Unidos a los soldados de dicho país tras finalizar el conflicto.
El Ferrocarril de Panamá reemplazó al SS Ancon en 1938, con una segunda nave llamada USS Ancon (AGC-4), que tuvo participación durante la Segunda Guerra Mundial.